# آدم الأشعري القمي
الشيخ آدم بن إسحاق بن آدم بن عبد الله بن سعد الأشعري القمي. هو رجل دين شيعي فارسي قُمّي، ومن رواة الحديث الشيعة في أواخر القرن الثالث الهجري؛ حيث يروي عنه محمد بن خالد البرقي، ومحمد بن عبد الجبار الذي هو من أصحاب علي بن محمد الهادي، وجده - أي جد القمي - آدم بن عبد الله من أصحاب جعفر بن محمد الصادق. وهو مُوثّقٌ عند من ترجموا له من الشيعة الإمامية، ومنهم: الطوسي، والنجاشي، والحلي.

## هجرة الأشعريين إلى إيران
لقب الأشعري نسبة إلى الأشعر أبو قبيلة باليمن واسمه نبت، والأشعر لقبه لأنه ولد وعليه شعر وهو نبت بن أدد بن زيد بن يجشب بن يعرب بن قحطان منهم أبو موسى الأشعري أحد الحكمين بمعركة صفين، والذي من ذريته أبو الحسن الأشعري الذي ينسب إليه مذهب الأشاعرة.
وآدم القمي منسوب إلى هذه القبيلة التي سكنت قسماً من إيران بعد الفتوحات الإسلامية، وسبب سكناهم بها أنهم خرجوا في جيش أيام الحجاج وبقوا هناك وتغلبوا على تلك النواحي وسكنوها وكثر فيهم الرواة والعلماء وكثيرون منهم ثقات أجلاء عند الشيعة.

### كتب
- أعيان الشيعة. محسن الأمين، طبع بيروت - لبنان، تاريخ الطبع مفقود، منشورات دار التعارف.

### إشارات مرجعية
1. 1 2  
الأمين، محسن. أعيان الشيعة - ج2. ص. 85. مؤرشف من الأصل في 2019-12-07.